# Cook Islands Party
Il Cook Islands Party è un partito politico cookese fondato nel 1964 da Albert Henry. L'attuale leader del partito è Mark Brown.

## Storia

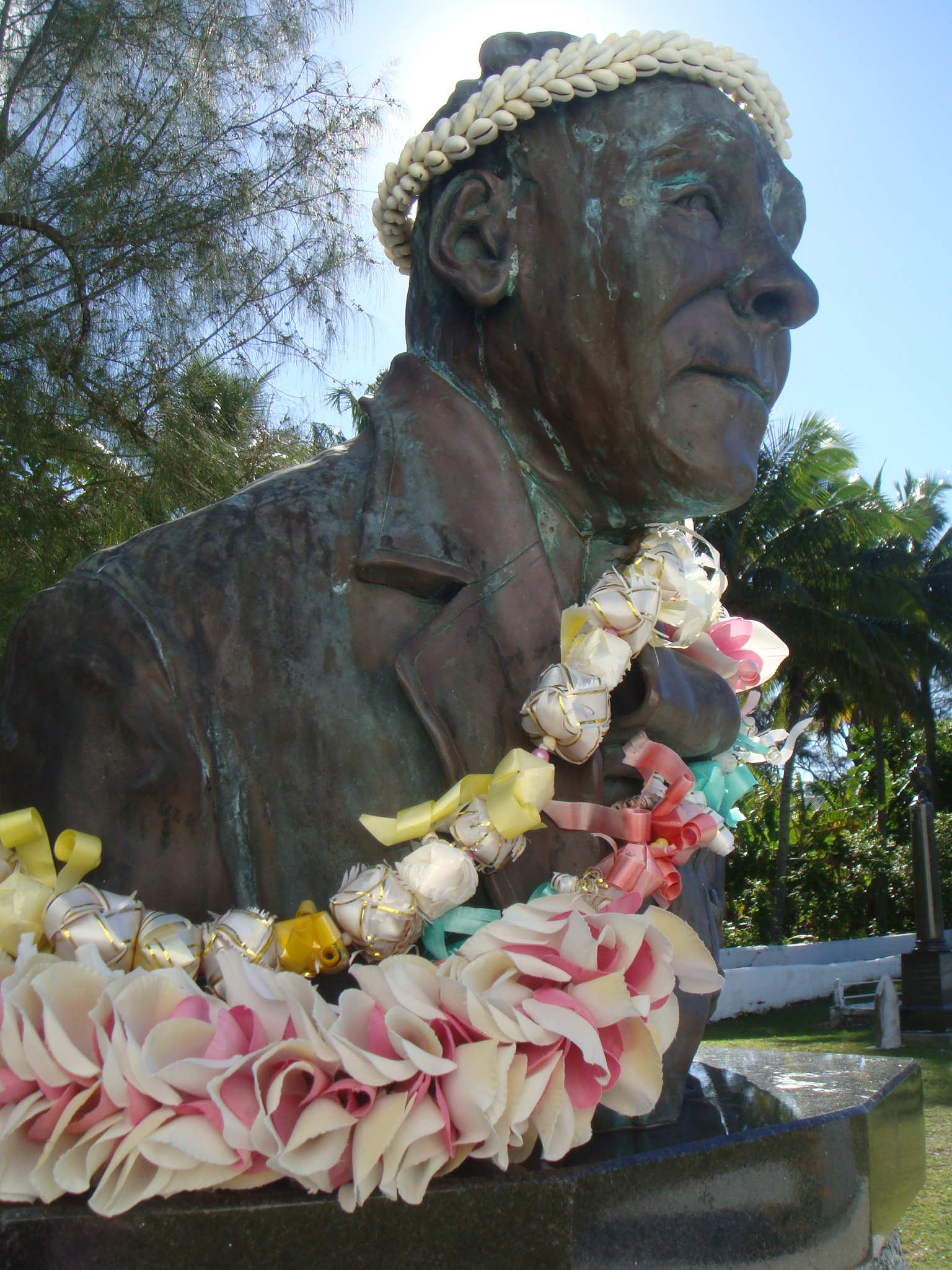
Statua raffigurante il fondatore del partito Albert Henry

Il Cook Islands Party è stato fondato il 15 giugno 1964 da Albert Henry, un ex membro dell'Associazione progressista delle Isole Cook. Dopo un mese dalla sua fondazione aveva raggiunto più di 2 000 membri solo nella città di Rarotonga. Il partito ha partecipato per la prima volta alle elezioni generali nel 1965, ottenendo 14 seggi su 22.
Il Cook Islands Party governò l'Isola per il decennio successivo, fino al 1978, quando perse le elezioni, dopo che si scoprì che il partito era coinvolto in degli scandali elettorali. Albert Henry si dimise, e in seguito fu condannato per cospirazione e uso improprio di denaro pubblico. Nel 1979, Geoffrey Henry fu eletto nuovo leader. Il partito, dopo un decennio passato all'opposizione ha ripreso il potere tra il 1989 e il 1999, mentre dal 1999 al 2005 ha preso parte a dei governi di coalizione. Nel 2006, Henry Puna è stato eletto nuovo leader.
Alle elezioni del 26 settembre 2006, il partito ha ottenuto il 45,3% dei voti popolari e 7 seggi su 24, diventando così il più grande partito di opposizione. Nel luglio 2010 a seguito di una disputa sulla selezione dei candidati, il deputato Albert Nicholas di Avatiu ha lasciato il partito e ha fondato il Partito Tumu. Il Cook Island Party ha vinto le elezioni del 2010 e del 2014, portando il leader Henry Puna a governare il paese per due mandati consecutivi.

## Leaders
1. Albert Henry (1964-1979)
2. Geoffrey Henry (1979-2006)
3. Henry Puna (2006–2020)
4. Mark Brown (2020-)

## Risultati elettorali
| Elezione                | Voti  | %      | Seggi   |
| ----------------------- | ----- | ------ | ------- |
| Parlamentari 1965       | 9511  | 52,25% | 14 / 24 |
| Parlamentari 1968       | 12002 | 64,45% | 16 / 24 |
| Parlamentari 1972       | N.D.  | N.D.   | 15 / 24 |
| Parlamentari 1974       | N.D.  | N.D.   | 14 / 24 |
| Parlamentari 1978       | N.D.  | N.D.   | 15 / 24 |
| Parlamentari 1983 (mar) | N.D.  | 50,1%  | 13 / 24 |
| Parlamentari 1983 (nov) | N.D.  | 48,3%  | 11 / 24 |
| Parlamentari 1989       | N.D.  | N.D.   | 12 / 24 |
| Parlamentari 1994       | N.D.  | 45,3%  | 20 / 24 |
| Parlamentari 1999       | N.D.  | N.D.   | 11 / 24 |
| Parlamentari 2004       | 3647  | 43,9%  | 9 / 24  |
| Parlamentari 2006       | 3846  | 45,3%  | 7 / 24  |
| Parlamentari 2010       | 3753  | 44,58% | 16 / 24 |
| Parlamentari 2014       | 3498  | 41,81% | 12 / 24 |
| Parlamentari 2018       | 3654  | 42,30% | 10 / 24 |
| Parlamentari 2022       | 3890  | 44,07% | 12 / 24 |